# Беккер, Вильгельм фон
Фридрих Вильгельм Бернар Беккер (12 июля 1835 года,Тангермюнде — 11 января 1924 года, Кёльн-Мариенбург) — немецкий политик. Бургомистр городов Дюссельдорф (1876—1886) и Кёльн (1886—1907). Почётный гражданин Кёльна (1905).

## Биография
Беккер родился 12 июля 1835 года в Тангермюнде в семье бранденбургского суперинтенданта (пастора) Якоба Беккера и его жены Луизы (урожденной Краузе). После окончания средней школы изучал право в университетах Галле (Заале) и Грайфсвальда. С 1855 года был членом студенческих корпораций «Палеомархия» и «Померания». Позже «Померания» удостоила его почётного членства.
В 1868 году он занял свою первую политическую должность в качестве бургомистра Хальберштадта. После непродолжительного пребывания на посту обер-бургомистра Дортмунда с 1875 по 1876 год Беккер был назначен обер-бургомистром города Дюссельдорфа (1876) в качестве преемника Людвига Хаммерса. Население Дортмунда и Дюссельдорфа дало ему прозвище «черный Беккер». Во время своего десятилетнего пребывания в Дюссельдорфе он реорганизовал городскую и финансовую администрацию. Проектируя железнодорожные пути и канализационную систему, Вильгельм Беккер оказал решающее влияние на развитие города Дюссельдорфа.
В апреле 1877 года он женился на Хелене Овервег (1850—1939), дочери помещика и члена рейхстага Карла Овервега. Хелене Овервег имела двух сыновей от предыдущего брака с бизнесменом Вильгельмом Карлом Виденманном: Карла и Вильгельма, который позже стал известен как военно-морской офицер и дипломат Германской империи. Во время Первой мировой войны Хелене Беккер основала в Кёльне приют и руководила больницей.
В 1884 году Вильгельм Беккер был назначен членом Государственного совета Пруссии. В 1886 году Беккер занял пост обер-бургомистра Кёльна. Он занимал этот пост в общей сложности почти двадцать лет, до 1907 года. Беккера часто называли «длинным Беккером», чтобы не путать с прежним главой города Германом Беккером. Через два года после его вступления в должность, в 1888 году последовало первое крупное расширение города Кёльна. В 1897 году были построены первое спортивное сооружение Кёльна, парк Вайденпешер с ипподромом, а также была основана Кёльнская высшая школа коммерции (1901), предшественник университета. Кроме того, под его эгидой была обновлена городская канализационная система, построены рейнская пойменная гавань и электростанция, а также введен электрический трамвай и создан городской лес. Будущий канцлер ФРГ Конрад Аденауэр начал свою карьеру в городской администрации Кёльна в 1906 году при Беккере. В июне 1906 года Беккер назначил его членом городского совета.
В октябре 1907 года Макс Вальраф сменил Беккера на посту обер-бургомистра Кёльна.
В 1905 году Вильгельм Беккер получил звание почётного гражданина Кёльна. 27 января 1911 года Беккер был возведен в прусское потомственное дворянство. С 1907 года он также носил титул действительного тайного советника и был самым старым членом и вице-президентом Верхней палаты ландтага Пруссии.
Вильгельм Фридрих фон Беккер скончался 11 января 1924 года в Кёльне и был похоронен в почётной могиле города Кёльна на кладбище Мелатен. Бывший кайзер Германии Вильгельм II прислал венок.